# Arago (anneau)
Pour les articles homonymes, voir Arago.
Arago est un anneau planétaire situé autour de Neptune. Il porte le nom de l'astronome François Arago.

## Caractéristiques
Arago débute à 57 200 km du centre de Neptune (soit 2,310 fois le rayon de la planète) et s'étend sur moins de 100 km de large.
Il fut découvert à partir des photographies prises par la sonde Voyager 2 lors du survol du système neptunien en 1989. Sa désignation temporaire était 1989 N4R, tout comme l'anneau Lassell, les deux objets n'ayant pas été distingués initialement.